# ميلاني كلاين (دراجة)
ميلاني كلاين (بالإنجليزية: Melanie Cline)‏ هي دراجة أمريكية، ولدت في 29 يونيو 1975 في ويستلاند في الولايات المتحدة.